# コーンメイズ

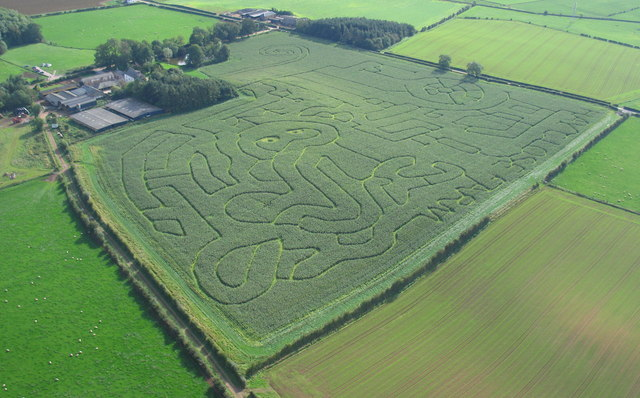
イギリスのHay Close Farmのコーンメイズ

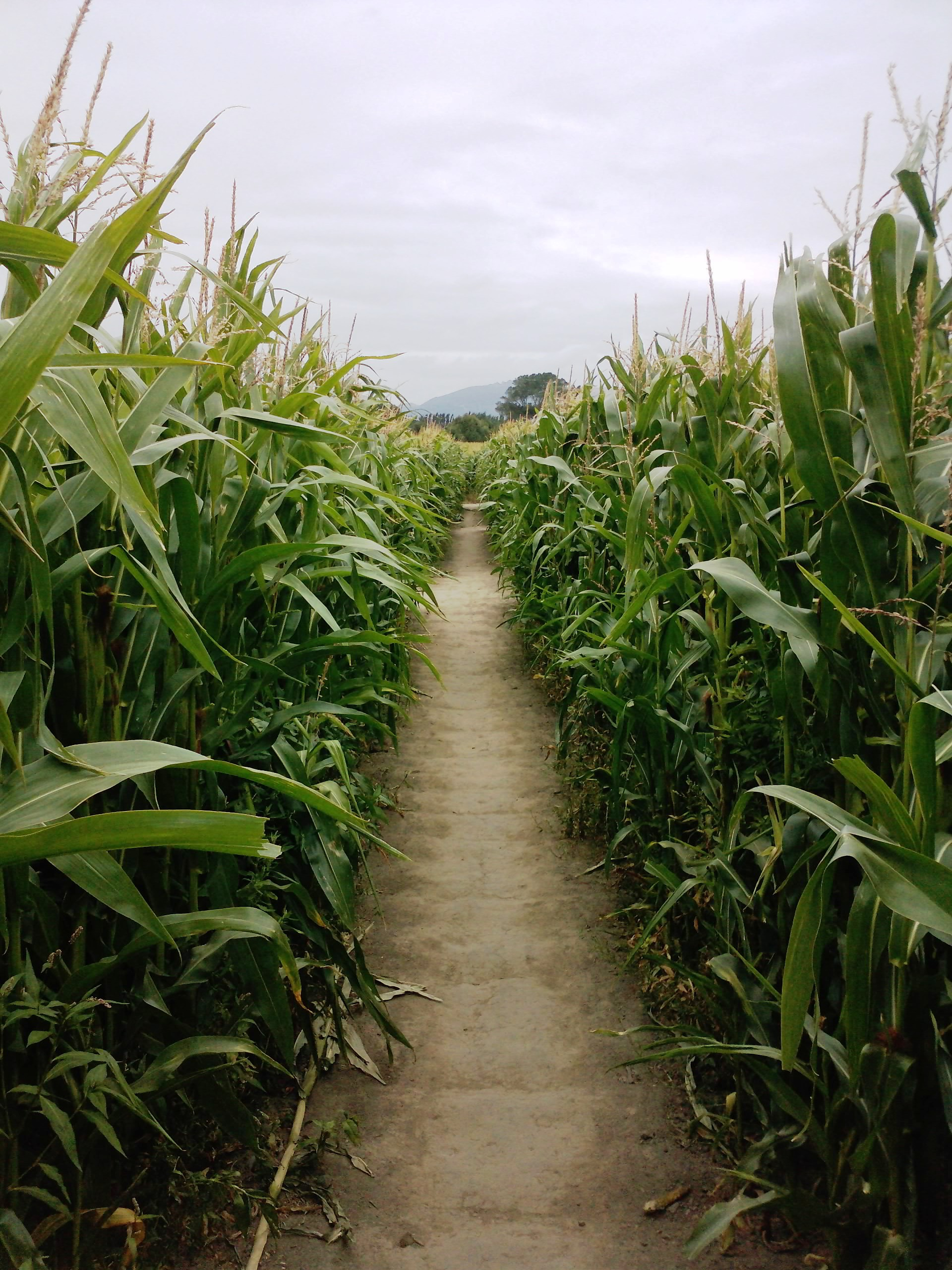
コーンメイズ内の風景。クライストチャーチにて

コーンメイズ（英語: corn maze、maize mazeとも）とは、トウモロコシ畑の一部を切り取って作られる迷路。起源はペンシルベニア州レバノンのレバノンバレーカレッジで1993年に行われた試み。
その後北アメリカの観光地として、また農家が観光収入を得る手段として定着した。映画のキャラクターのように、特定の意匠を基としたものが多い他、特定のテーマに沿ったものもみられる。ほとんどのコーンメイズには、行き止まりとなる分岐から戻るための手段として、畑を一周する通路が用意されている。
イギリスでは、「コーン(corn)」が穀物全般を指す単語であるため、トウモロコシを指す単語「メイズ(maize)」が使われる（メイズ・メイズとなる）。特にイングランドで一般的であり、観光客を楽しませるアトラクションが併設されている場合が多い。
毎年、いくつかのコーンメイズが新聞やテレビで紹介される。2014年には、カリフォルニア州ソラノ郡にある60エーカーのコーンメイズが世界最大のものとしてギネスブックに登録された。